# Acidente do Cessna 172 prefixo N8056L em 2022
O acidente com o Cessna 172 prefixo N8056L foi um acidente aéreo e um incidente ferroviário ocorrido no dia 9 de janeiro de 2022 na cidade de Los Angeles, nos Estados Unidos. O acidente deixou dois feridos, entre eles o piloto do monomotor (o único a bordo) e um passageiro do trem.

## Aeronave e piloto
A aeronave envolvida no acidente era um Cessna 172 de prefixo N8056L. Seu registro estava ativo na FAA para voos visuais e particulares. No dia do evento, estava sendo pilotada por um aviador experiente, com 70 anos de idade, e as condições climáticas eram favoráveis, possibilitando o voo.

## Trem
A locomotiva em questão era um trem da empresa MetroLink, especializada em transporte de passageiros, que estava fazendo uma rota interestadual. Não foi divulgado o número de passageiros a bordo do trem em questão. A locomotiva estava com sua manutenção em dia. mesmo reduzindo a sua velocidade não conseguiu evitar a colisão com o monomotor.

## Acidente
O avião efetuou sua decolagem no aeroporto de Whiteman no Vale de São Fernando, na Califórnia. A bordo estava apenas o piloto do monomotor, que momentos após a decolagem, em contato com a torre do aeroporto, emitiu o sinal de "mayday". Devido a uma pane, até o momento desconhecida, o piloto tentou realizar um pouso forçado na cabeceira oposta do aeroporto. Percebendo a sua velocidade em relação à pista, o piloto mudou de ideia, tentando um pouso forçado nos trilhos de trem na região de Pacoima, metros fora dos limites do aeroporto. Com isso, foi evitado o atropelamento de alguém que pudesse estar na via.

### Resgate e choque com a locomotiva
Após o pouso forçado, o piloto do monomotor ficou ferido e preso entre as ferragens do avião. Policiais do Departamento de Polícia de Los Angeles (LAPD) que estavam próximos ao local do acidente ordenaram o encerramento do tráfico de locomotivas na região para proporcionar um resgate seguro. Entretanto, um trem já estava em direção ao local do acidente, e não conseguiu receber a comunicação a tempo.
Percebendo um eminente choque, os policiais forçaram a remoção do piloto da aeronave e arrastaram-no para um local seguro segundos antes do choque do trem com a aeronave. Após o choque, uma pessoa ficou levemente ferida no interior da locomotiva e foi levada para o hospital. O piloto foi levado em estado estável para o hospital.

## Investigação
Após o acidente, todo o tráfego aéreo e ferroviário da região foi suspenso para a retirada dos destroços dos trilhos. A LAPD e o departamento de bombeiros da cidade asseguraram a cena até que fosse avaliado o melhor procedimento a ser adotado. O Cessna 172 ficou parcialmente destruído e a locomotiva sofreu danos leves e foi encaminhada para uma inspeção e manutenção.
A Administração Federal de Aviação iniciou uma investigação para apurar as causas do acidente. Após a limpeza da ferrovia e uma análise técnica, os trilhos foram reabertos.